# برتزو اینفریوره
برتزو اینفریوره (به ایتالیایی: Berzo Inferiore) یک کومونه در ایتالیا است که در استان برشا واقع شده‌است.

## خصوصیات
برتزو اینفریوره ۲۱ کیلومترمربع مساحت و ۲٬۴۷۵ نفر جمعیت دارد و ۳۵۶ متر بالاتر از سطح دریا واقع شده‌است.